# Parada (2011.)
Parada (srp. Парада) je srpski film iz 2011. godine. 
Redatelj i scenarist je Srđan Dragojević. Premijera filma je održana u Beogradu 31. listopada 2011. godine. Za tri tjedna prikazivanja u kinima, film je pogledalo 150.000 ljudi. Parada je Dragojevićev sedmi film. Ideju za film Dragojević je dobio još 2003., a scenarij je počeo pisati 2008. godine.
Film je sniman u Srbiji, Hrvatskoj i Makedoniji, a nekoliko kadrova su i originalne snimke s beogradske parade iz 2010. godine.

## Vanjske poveznice
- Službena stranica (srp.) (engl.)